# Apocalipsis Zombi (álbum)
Apocalipsis Zombi es el decimoséptimo álbum de estudio de la banda de rock uruguaya El Cuarteto de Nos, fue publicado el 12 de mayo de 2017 vía plataformas digitales y es el primer disco de la banda en ser producido por Cachorro López y bajo el sello de Sony Music Argentina.
Es además el tercer CD grabado por la nueva alineación de cinco integrantes tras la salida del guitarrista Riki Musso en 2009. También es el primer disco en el que Santiago Tavella no canta ni compone alguna canción.
Según Roberto Musso (líder de la banda y único compositor del trabajo) es un disco cuyo apartado lírico entra en el género de "realidad fantasiosa" pues aborda tópicos de la vida real mediante seres fantásticos (como zombis, gauchos con superpoderes, etc.)

## Lista de canciones
| N.º   | Título              | Letras        | Duración |  |
| 1.    | «Apocalipsis Zombi» | Roberto Musso | 3:33     |  |
| 2.    | «Invisible»         | Roberto Musso | 3:36     |  |
| 3.    | «El innombrable»    | Roberto Musso | 3:36     |  |
| 4.    | «Calma Vladimir»    | Roberto Musso | 3:23     |  |
| 5.    | «Gaucho Power»      | Roberto Musso | 3:20     |  |
| 6.    | «Mirada de nylon»   | Roberto Musso | 3:32     |  |
| 7.    | «Hola Karma»        | Roberto Musso | 3:50     |  |
| 8.    | «La bestia»         | Roberto Musso | 3:32     |  |
| 9.    | «Nombres»           | Roberto Musso | 3:28     |  |
| 10.   | «El rey y el as»    | Roberto Musso | 4:03     |  |
| 35:53 |                     |               |          |  |

## Personal
- Roberto Musso: guitarra y voz.
- Santiago Tavella: bajo, coros y balido de oveja en "Calma Vladimir".
- Álvaro Pintos: batería y percusiones.
- Santiago Marrero: teclados y bajo en «Calma Vladimir».
- Gustavo «Topo» Antuña: guitarras.

### Músicos adicionales
- Marcelo Predacino: guitarra de nilón en «Calma Vladimir».
- Sebastián Schon: guitarra acústica en «La Bestia», saxofón en <<Hola Karma>>
- Individuos desconocidos: vientos en <<Hola Karma>>

## Ficha técnica
- Producido por Cachorro López.
- Grabado en Mondomix por Sebastian Schon y Demian Nava.
- Mezclado en Mondomix por César Sogbe.
- Masterizado en Euphonic Masters por Brad Blackwood.